# British Rail Class 221
British Rail Class 221 "SuperVoyager" - typ spalinowych zespołów trakcyjnych dostarczonych w latach 2000-2002 przez firmę Bombardier Transportation. Łącznie wyprodukowano 44 zestawy, obecnie eksploatują je przewoźnicy CrossCountry i Grand Central. Są wykorzystywane na trasach dalekobieżnych, głównie klasy InterCity. Są prawie identyczne z British Rail Class 220, różnią się jedynie posiadaniem mechanizmu wychylnego pudła.

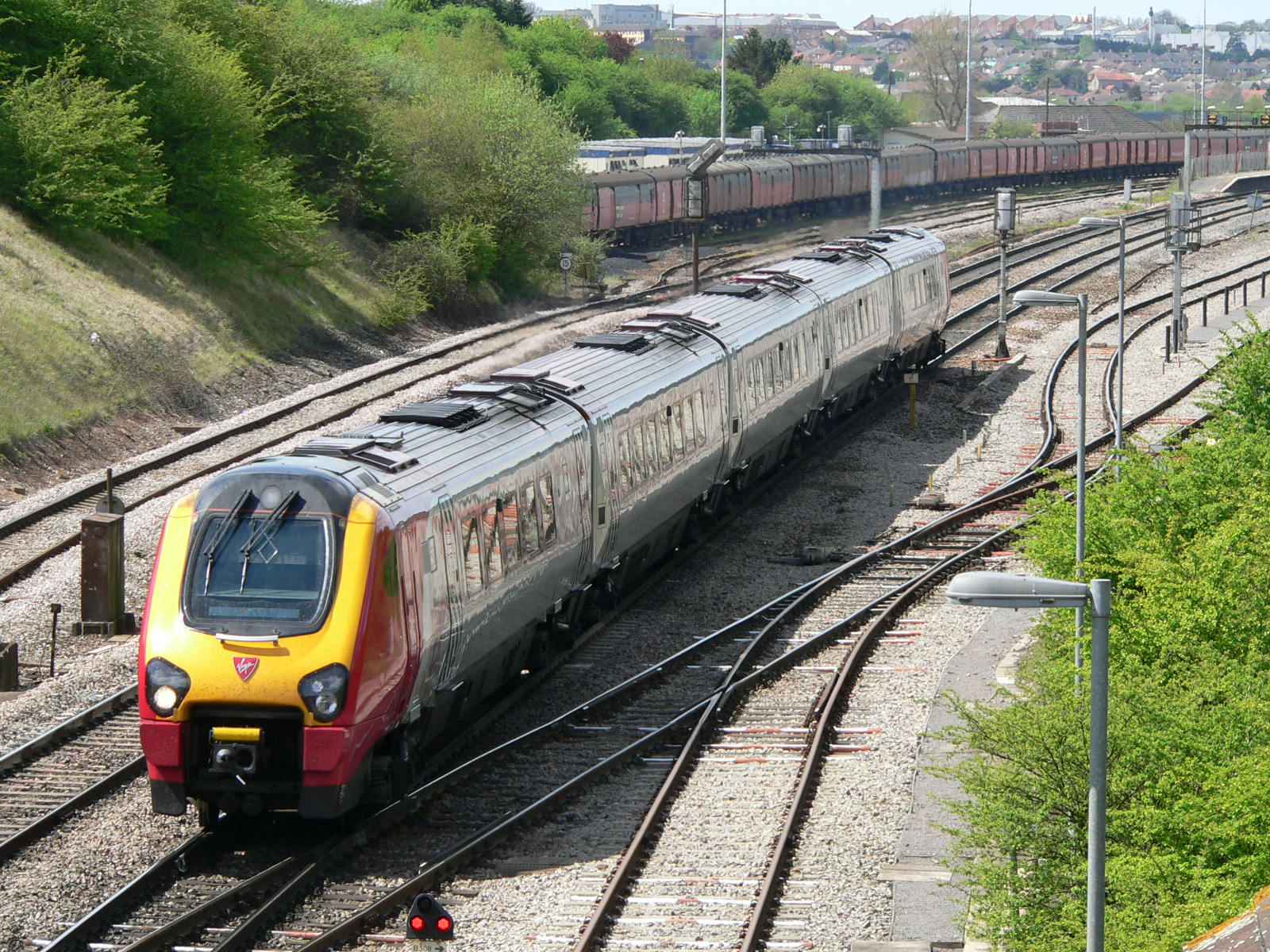